# Calumet City (Illinois)
Pour les articles homonymes, voir Calumet (homonymie).
Calumet City est une ville située dans la proche banlieue de Chicago au nord-est de l'État de l'Illinois dans le comté de Cook aux États-Unis. Elle partage ses frontières municipales avec la ville de Chicago au sud. Elle a été popularisée dans les années 1980 grâce au film Les Blues Brothers dont l'action se situe en partie dans cette ville.

## Personnalités liées à la localité
- Virginia Brooks, suffragette et personnalité politique locale du début du XXe siècle, connue pour sa campagne contre la corruption[1].